# Dionisie Roman
Dionisie Roman  a fost un deputat în Marea Adunare Națională de la Alba Iulia, organismul legislativ reprezentativ al „tuturor românilor din Transilvania, Banat și Țara Ungurească”, cel care a adoptat hotărârea privind Unirea Transilvaniei cu România, la 1 decembrie 1918.

## Biografie
A fost avocat Târnava Mare.

## Activitate politică
După 1918 a fost avocat și decanul baroului avocaților din Târnava-Mare.